# Полудень (премія)
Премія «Полудень» (рос. Полдень) — щорічна літературна премія, заснована в 2006 році редакцією альманаху «Полдень. XXI век» та видавничим домом «Вокруг света». Нагороджуються автори альманаху «Полдень. XXI век» у двох номінаціях: «художня проза» і «критика і публіцистика».
Премія вручалась щороку з 2006 року до 2012 року.
Редакція альманаху «Полдень» відродила однойменну премію в 2016 році.

## Лауреати премії

### Номінація «Художня проза»
- 2006 — Дмитро Биков «Евакуатор» (рос. «Эвакуатор»)
- 2007 — Олександр Щеголев «Господар» (рос. «Хозяин»)
- 2008 — Андрій Саломатов «Боєць» залізного мільярда "« (рос. «Боец „железного миллиарда“»)
- 2009 — Олексій Лук'янов „Глибоке буріння“ (рос. «Глубокое бурение»)
- 2010 — Сергій Синякін „Немовлята Мідника“ (рос. «Младенцы Медника»)
- 2011 — Михайло Шевляков „Вниз по кролячій норі“ (рос. «Вниз по кроличьей норе»), Олександр Щеголев Пісочниця (рос. «Песочница»)
- 2012 — Олександр Житинський „Пливун“ (рос. «Плывун»)
- 2016 — Андрій Мансуров „Доступна жінка“ (рос. «Доступная женщина»)

### Номінація „Критика і публіцистика“
- 2006 — Алан Кубатієв  „Що дали йому Візантії орли золоті? ..“ (рос. «Что дали ему Византии орлы золотые?..»)
- 2007 — Святослав Логінов „Умовний нахил“ (рос. «Сослагательное наклонение»)
- 2008 — Геннадій Прашкевич „Історія російської фантастики“ (рос. «История русской фантастики»)
- 2009 — Олександр Меліхов  „І життя, і сльози … і фантастика?“ (рос. «И жизнь, и слёзы… и фантастика?»)
- 2010 — Євген Лукін „Непорозуміння довжиною у двадцять років“ (рос. «Недоразумения длиною в двадцать лет»)
- 2011 — Борис Стругацький, Маріанна Алфьорова „Невеселі розмови про неможливе“ (рос. «Невесёлые разговоры о невозможном»)
- 2012 — Павло Амнуель „Мудрість проти розуму“ (рос. «Мудрость против разума»)
- 2016 — Антон Первушин „Місячна веселка“ і моральний закон» (рос. «Лунная радуга" и моральный закон»)

У 2017 році були засновані нові номінації премії: «Повість», «Оповідання», «Нехудожня література»

### Номінація «Повість»
- 2017 — Володимир Шліфовальщик «Опції» (рос. «Опции»)
- 2018 — Маріанна Алфьорова «Вісімдесят четвертий 2.0» (рос. «Восемьдесят четвёртый 2.0»)

### Номінація «Оповідання»
- 2017 — Юлія Зоніс «Сім'я найшвидшої людини» (рос. Семя быстрого человека»)
- 2018 — Євген Лукін «Підсвідома історія» (рос. «Подсознательная история»)

### Номінація «Нехудожня література»
- 2017 — Володимир Моїсєєв «Утопії і антиутопії» (рос. «Утопии и антиутопии»)
- 2018 — Михайло Шавшин «Перехрестя думки» (рос. «Перекрёстки мысли»)